# 小行星2928
小行星2928（2928 Epstein）是一颗绕太阳运转的小行星，为主小行星带小行星。该小行星于1976年4月5日发现。
該小行星以美國天文學家艾沙道爾·愛普斯坦命名。

## 轨道参数
小行星2928的轨道半长轴为3.0068908 UA，离心率为0.065。